# そんなKABAな
そんなKABAな(ソンナカバナ)は1997年9月に山佐が発売したパチスロ機。

## 概要
- スペック自体はオーソドックスなAタイプ機種である。
- これまでの大量リーチ目によるゲーム性を大きく変えている。絵柄にはそれぞれ数字がつけられていて(リプレイ=1　ベル=2　オレンジ=3　チェリー=4　BIG=5　カバ=6　BAR=7)、中段一直線の数字を足し算し、7か17になればリーチ目という斬新なシステムである。(小役が成立した場合はNG)
- その他これまでのようにボーナスの並びによるリーチ目やチェリー付きのリーチ目もある。
- 7がBARに、BIG図柄が5と尻尾が6の形をしたカバという変わった機種である。
- この足し算システムを発展した形で後継機としておいちょかばXが発売されている。